# NoHo

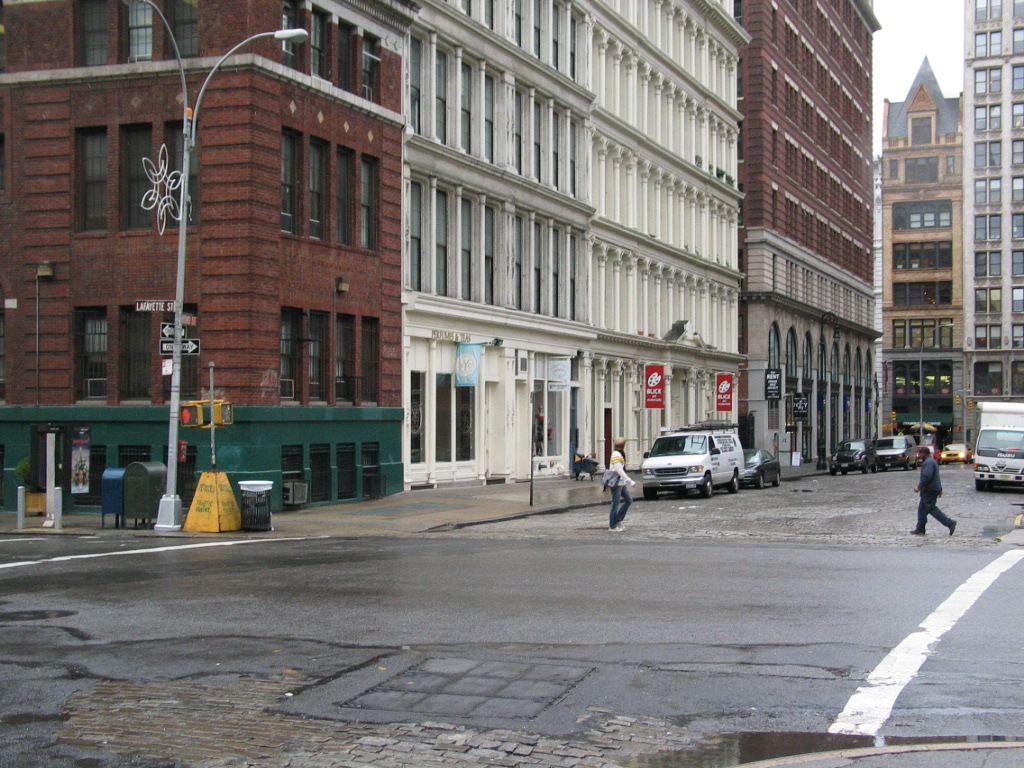
Blick westwärts entlang der Bond Street in NoHo

NoHo ist ein Stadtteil im New Yorker Bezirk Manhattan. NoHo ist die Abkürzung für North of Houston Street und ist damit der Gegensatz zu SoHo (South of Houston Street). NoHo ist grob begrenzt von der Houston Street im Süden, Bowery im Osten, Astor Place im Norden und dem Broadway (Manhattan) im Westen. Der Name NoHo wurde in den 1980er-Jahren von Immobilienmaklern erfunden. Es ist aber umstritten, ob dieses kleine Areal als selbständiger Stadtteil anzusehen ist.